# Steel Ball Run
Steel Ball Run (яп. スティール・ボール・ラン Сутиːру Боːру Ран, Гонка Стального Шара) — перезапуск и седьмая часть франшизы манги JoJo’s Bizarre Adventure авторства Хирохико Араки. Действие происходит в 1890 году, протагонисты — Джайро Цеппели, опытный бывший палач, и Джонни Джостар, бывший жокей, который был подстрелен и стал инвалидом-колясочником, потеряв свою славу и состояние. Они, наряду с другими, соревнуются в титульной кросс-континентальной гонке за 50 миллионов долларов.
Первые 24 главы изначально публиковались в журнале Weekly Shōnen Jump под названием Steel Ball Run. Несмотря на схожесть имен персонажей, подтверждения, что произведение относится к JoJo's Bizarre Adventure, не было, но после переноса публикации в журнал Ultra Jump в 2005 году манга была официально признана седьмой частью JoJo’s Bizarre Adventure, события которой разворачиваются в альтернативной вселенной. Выход истории продолжался до 2011 года. Всего было выпущено 95 глав, собранных затем в 24 тома манги.
Steel Ball Run не является продолжением предыдущих частей, а представляет собой перезапуск вселенной JoJo’s Bizarre Adventure и предшествует JoJolion, её действие является альтернативной реальностью первых трёх частей — Phantom Blood, Battle Tendency и Stardust Crusaders.

## Сюжет
Действие происходит в альтернативной вселенной, в конце XIX века, где уровень технологического прогресса немного опережает таковой в реальном мире, а также люди имеют иные стандарты моды и внешности. Джайро Цеппели отправляется в США, чтобы принять участие и победить в гонке Steel Ball Run Которая идёт от Сан-Диего до Нью-Йорка, дабы король его государства объявил амнистию, чтобы спасти одного мальчика от казни. В гонку также вступает Джонни Джостар, желая узнать о силе Джайро и вновь начать ходить. Победителю гонки Steel Ball Run обещана награда в 50 миллионов долларов. За гонкой следит президент США Фанни Валентайн, который намеревается найти мощи, способные наделить человека силой стенда. Однако их находят Джайро и Джонни, и теперь главные герои должны защищаться от тайных агентов, работающих на президента.

## Персонажи
Джайро Цеппели (яп. ジャイロ・ツェペリ Дзяйро Цэппэри)
Дейтерагонист седьмой части. Настоящее имя Юлиус Цезарь Цеппели. Его прообразами стали Уилл Цеппели и Цезарь Цеппели из Phantom Blood и Battle Tendency. Родом из итальянской семьи палачей Цеппели. Когда он отправляется на гонки, к нему присоединяется Джонни Джостар. Джайро очень высокомерный, но становится очень серьёзным при опасности или проблемах.
Джонни Джостар (яп. ジョニィ・ジョースター Дзённи Дзё:сута:)
Протагонист седьмой части. Он является альтернативным Джонатаном Джостаром, главным героем первой части манги. Джонни Джостар инвалид, но получает возможность ходить благодаря силе бесконечного вращения. Ради этого соглашается вместе с Цеппели принимать участие в гонке в «Steel Ball Run».
Фанни Валентайн (яп. ファニー・ヴァレンタイン Фаниː Варэнтаин)
Президент Америки, главный антагонист 7 части. Он организовывает гонку, чтобы быстрее найти части мощей, которые даруют большую силу человеку. Фанни начинает охоту на главных героев, которые раньше его нашли другие святые останки.
Диего Брандо (яп. ディエゴ・ブランドー Диэго Бурандо:)
Антагонист, профессиональный жокей. Участвует в гонках, является альтернативным Дио Брандо. Терпит поражение от Цеппели и позже заключает контракт с Фанни Валентайном, чтобы иметь возможность отомстить ему.

## Манга
Автором и иллюстратором манги является Хирохико Араки, сначала манга публиковалась в журнале Weekly Shonen Jump, а затем была перенесена на ежемесячный журнал Ultra Jump. Араки заметил, что выпуск более длинных глав лучше подходил формату его истории и отпадала необходимость создавать атмосферу напряжения в конце каждой главы, каждую неделю. Помимо этого мангака устал от темпа создания манги, которая была необходима для Shonen Jump и требовала каждую неделю создавать по одной главе. 

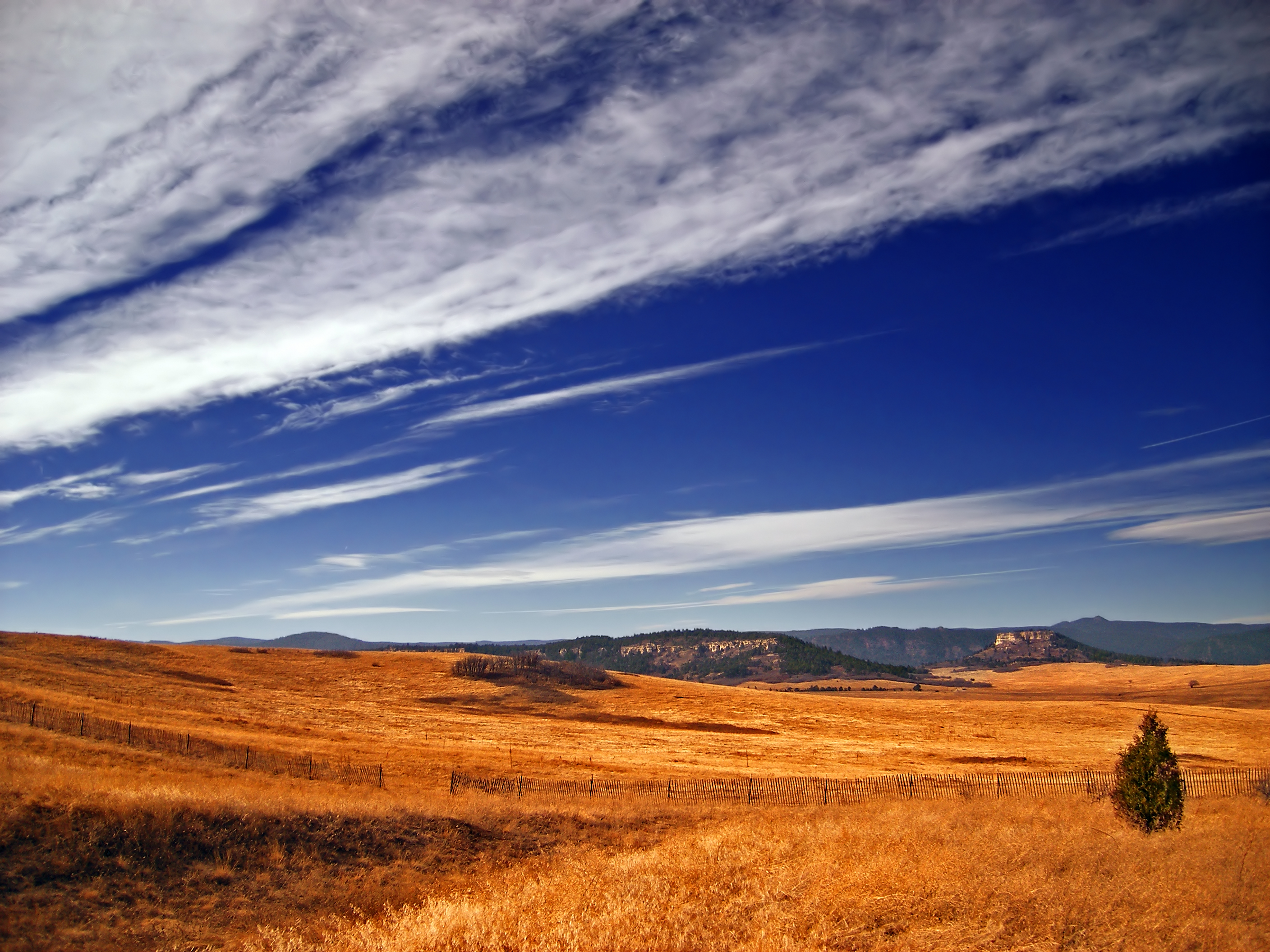
Для создания правдоподобных ландшафтов в манге Хирохико Араки ездил в США, чтобы посмотреть на великие равнины

В качестве другой причины автор указал, что стремился выйти за рамки юной читательской аудитории, так как в какой то момент стал «чувствовать себя слишком тесно» и решил в результате нацелиться на более широкий круг взрослых читателей. Так, в своей работе Араки решил сделать акцент на тонком психологическом описании персонажей, выразить их чувства и рассказать историю больших масштабов, чем в ранних работах. Мангака вдохновлялся драматическим американским телесериалом «24 часа» и фильмом «Властелин колец». Помимо этого, мангака желал затронуть многие этические вопросы, например изнасилование, бытовое насилие и другие. С одной стороны, мангака не желает подчёркивать, что Steel Ball Run является непосредственным продолжением шести предыдущих частей манги, но с другой стороны признаётся, что «нехорошо полностью хоронить прошлые работы из-за творческих капризов автора», а своё решение перезапуска вселенной Араки объясняет желанием расширить новый мир и показать в нём новые истории, которые были бы невозможны в старой вселенной. С одной стороны, Араки желал через Steel Ball Run привлечь новых читателей, с другой — не отказываться от наследия предыдущих частей и оставить множественные отсылки к персонажам из предыдущих частей, называя их «параллельными инкарнациями». Объясняя своё желание связать тему манги с гонками на лошадях, Араки заметил, что ему всегда нравилась идея того, что человек и лошадь во время гоночных соревнований способны «становиться одной сущностью».
Поскольку действие сюжета происходит в США, Араки, желая придать истории широкий масштаб, решил связать сюжет с поездкой через великие равнины до реки Миссисипи. Чтобы достоверно изобразить данные места, мангака лично поехал в США, и описал природные открытые ландшафты Америки как бесконечные и низменные. Тогда мангака заметил, что в подобных местах очень сложно скрыться или спрятаться, что Араки нашёл интересным и решил воплотить в своей манге, где цель противников состоится прежде всего в том, чтобы догнать и напасть на друг друга, а не действовать из засады.
На вопрос, почему Араки решил сделать главного героя Джонни Джостара калекой, мангака отметил, что это не было его изначальным планом, а было результатом стремления создать персонажа, который мог бы расти, как физически, так и психологически, во время гонки, где он был бы вынужден не только полагаться на других людей, но и лошадей. Джайро Цеппели создавался по подобию Хола Хорса из Stardust Crusaders, которого мангака хотел сделать с развитием сюжета одним из союзников главного героя Дзётаро Кудзё. Однако боясь, что из-за наличия некоторых личностных сходств с союзниками Дзётаро, Хорс как личность начнёт теряться, Араки решил оставить его второстепенным антагонистом, однако мангаке очень понравился архетип персонажа; в частности его принцип предпочитать прятаться в тени союзника и действовать из засады в удобный для себя момент с принципом «зачем быть номером один и лезть на рожон, если можно быть номером два и от этого получать не меньшую выгоду?». Так мангака решил непременно воплотить данный архетип в герое будущей истории, и он лёг за основу персонажа Джайро Цеппели. Создавая Фанни Валентайна, Араки хотел подчеркнуть, что добро и зло не всегда так легко различимо, а хотел сосредоточился на личных мотивах персонажа. В частности, с одной стороны персонаж является патриотом своей страны и желает для Америки процветания, что покажется справедливым для многих людей, особенно если такими качествами наделены правители своих держав, однако факт того, что ради «благородных целей» Валентайн готов жертвовать невинными людьми, делает его злым персонажем и непригодным для того, чтобы быть героем. Идея создать Валентайна пришла Араки после просмотра фильма «День независимости», где президент борется против главных героев.
Оригинальная манга публиковалась в журнале Star Comics с 2 февраля 2004 года по 19 апреля 2011 года. Всего было выпущено 95 глав, собранных затем в 24 тома манги, что делает её самой длинной частью франшизы после JoJolion. Манга также публиковалась на территории Франции компанией Editions Tonkam, Италии компанией Simona Stanzani и на Тайване компанией Tong Li Publishing Co., Ltd.
Манга несколько раз входила с список бестселлеров в Японии, например 17 том занимал 5 место, с 135 583 проданными копиями в 2009 году. 19 том занял 6 место с 169 878 копиями, 20 том в 2010 году занял 6 место с 117 225 проданными копиями, 21 том — 7 место с 87 778 копиями, 22 том занял 8 место с проданными 123 600 копиями, 23 том в 2011 году — 3 место с 141 415 копиями.

## Появление в других медиа
Главные герои из Steel Ball Run появлялись в двух видеоиграх, таких, как All Star Battle 2012 года выпуска и Eyes of Heaven 2015 года выпуска. В обоих случаях Джонни Джостар, Джайро Цеппели и их ближайшие союзники появляются в качестве игровых персонажей, с которыми можно вступать в бой или самим за них сражаться.
По мотивам манги планируется создание аниме-экранизации после выпуска всех серий аниме Stone Ocean. Один из аниматоров David Production признался, что создание сериала будет сопряжено со значительными трудностями, так как речь идёт о создании обилия динамических сцен со скачками на лошадях. По этой причине на создание сериала будут выделены крупные по меркам аниме-сериала бюджетные средства, также на его создание потребуется больше времени. При этом команда решила исключить использование CGI в сценах, так как это пойдёт в разрез с устоявшимся художественным дизайном экранизаций JoJo. Выход экранизации анонсировали 12 апреля 2025 года в рамках мероприятия JOJODAY.

## Восприятие
Джастин Силс с сайта Freakinawesomenetwork отметил, что Steel Ball Run является самой необычной частью франшизы JoJo, но одновременно основной сюжет типичен для остальных частей JoJo; главным героем выступает глэм-рок-персонаж, интеллигентный, но неуклюжий. Стиль манги напоминает американские комиксы. Однако, по мнению критика, мимика и выражения чувств персонажей неживые и выражены слабо из-за стремления автора манги показать персонажей привлекательными. Несмотря на это, манга наполнена сверхъестественными «фантастическими» визуальными эффектами. Рецензент Manga-news отметил также необычность вселенной, множество интересных персонажей; читатели, знакомые с основной вселенной JoJo будут приятно удивлены встречей со множеством камео из предыдущих частей манги.
Журнал Kono Manga ga Sugoi! посоветовал новичкам, не знакомым с франшизой JoJo начать своё знакомство с данной манги, так как она по сути является перезапуском вселенной. Также редакция оценила переезд манги с Weekly Shonen Jump в Ultra Jump, что позволит Араки писать более длинные истории и воплощать те идеи, которые были бы невозможны в журнале, ориентированном на детскую аудиторию. Эркаэль с Manga-News назвал мангу одну из лучших частей франшизы, которая никак не разочарует читателя. Тор Дженсен с сайта Geek.com заметил, что изображение развития товарищеских отношений между Джонни и Джайро одно из лучших, что он встречал в комиксах, в частности возможность наблюдать, как персонажи превращаются из врагов в верных товарищей, готовых ради друг друга пойти на жертвы. Эркаэль оценил быстро развивающуюся историю и водоворот событий, словно Араки хотел, чтобы читатель почувствовал себя частью гонки и наблюдал за историей персонажей, чьи судьбы иногда пересекаются, что придаёт истории чувство богатства. Тем не менее критик вначале не очень оценил переосмысление стендов, превратившихся в стальные шарики и даже больше напоминающих силу хамон. Однако мангака демонстрирует разнообразие способностей стендов, что никак не портит историю. Редакция Kono Manga ga Sugoi! отдельно оценила разнообразные и прекрасные локации, через которые проходят герои.